# 14 Diamonds
14 Diamonds es un álbum recopilatorio de la banda finlandesa de Power metal, Stratovarius. Fue publicado el 21 de junio del 2000 por la etiqueta japonesa Victor Talking Machine Company únicamente en Japón. Tras el éxito del disco Infinite la compañía japonesa lanzó el nuevo compilado únicamente para Japón, con canciones de gran éxito desde sus inicios desde su primer álbum Fright Night hasta el último disco Infinite.

## Listado de canciones
1. "Hands of Time" – 5:36
2. "Distant Skies" – 4:10
3. "Tomorrow" – 4:53
4. "Coming Home" – 5:35
5. "Destiny" – 10:14
6. "Future Shock" – 4:34
7. "Black Diamond" – 5:44
8. "Why Are We Here" – 4:43
9. "We Are The Future" – 5:18
10. "Forever" – 3:07
11. "Hunting High And Low" – 3:46
12. "The Kiss Of Judas" – 5:57
13. "Rebel" – 4:16
14. "Mother Gaia" – 8:19

## Créditos
- Timo Kotipelto - Voces (2-5,7,8,10-14)
- Timo Tolkki - Guitarra (1-14) Voz (1,6,9) Bajo (1)
- Jari Kainulainen - Bajo (2-14)
- Jens Johansson - Teclado (3-5,7,8,10-14)
- Antti Ikonen - Teclado (1,2,6,9)
- Jörg Michael - Batería (3-5,7,8,10-14)
- Tuomo Lassila - Batería (1,2,6,9)